# Nikol Sajdová
Nikol Sajdová (* 20. Juli 1988 in Bílovec, Tschechoslowakei) ist eine tschechische Volleyballspielerin.

## Karriere
Sajdová spielte ab 2007 bei Modranska Prostějov. 2009 wurde die Mittelblockerin erstmals in die tschechische Nationalmannschaft berufen. Im gleichen Jahr ging die Studentin zu SK UP Olomouc. 2011 kam sie in der Europaliga zum Einsatz. Anschließend wechselte sie von VK Liberec zum deutschen Bundesligisten SC Potsdam. Mit Potsdam belegte sie in der Bundesliga zunächst die Plätze elf und acht, bevor sie in der Saison 2013/14 erstmals im Playoff-Viertelfinale stand. Im Sommer 2014 wechselte Sajdová zum Ligakonkurrenten Rote Raben Vilsbiburg. 2016 ging sie zurück in ihre Heimat zu SK UP Olomouc.